# Гревенвисбах
Гревенвисбах (нем. Grävenwiesbach) — община в Германии, в земле Гессен. Подчиняется административному округу Дармштадт. Входит в состав района Верхний Таунус.  Население составляет 5252 человека (на 31 декабря 2010 года). Занимает площадь 43,16 км².